# جيارا مارجيتيلي
جيارا مارجيتيلي (بالإيطالية: Chiara Marchitelli)‏ هي حارسة مرمى منتخب إيطاليا للسيدات لكرة القدم، تلعب حاليا لفريق أي سي إف بريشا في دوري الدرجة الأولى الإيطالي  وقد حصلت على اثنين من البطولات مع لاتسيو وأي إس دي فيامامونزا.
وهي ضمن تشكيلة منتخب إيطاليا لكرة القدم للسيدات. كان مارجيتيلي احتياطية في بطولة الامم الأوروبية 2005.

## روابط خارجية
- جيارا مارجيتيلي على موقع الاتحاد الدولي (مؤرشف)  (الإنجليزية)
- جيارا مارجيتيلي على موقع الاتحاد الأوربي (الإنجليزية)
- جيارا مارجيتيلي على موقع قاعدة بيانات كرة القدم.إي يو (الإنجليزية)
- جيارا مارجيتيلي على موقع Soccerway.com (الإنجليزية)